# El Soler (Pinell de Solsonès)
El Soler o El Solé és una masia situada al municipi de Pinell de Solsonès a la comarca catalana del Solsonès, documentada des de l'any 1020, i amb la construcció actual del segle xvii.
Està situada a 500 metres al sud del Tossal de Sant Pere; a 300 metres a l'oest hi trobem al masia de Gepils, també habitada, i a uns 550 metres lineals al sud, travessant el barranc de Pinell s'hi troba el nucli de Pinell.

## POUM
En el POUM del municipi de Pinell, es justifiquen les següents raons legals que n'aconsellen la recuperació i preservació:
- Paisatgístic: posició en el territori, visibilitat des dels recorreguts principals, integració en el paisatge.
- Mediambiental: l'estructura del medi rural del municipi es fonamenta en un sistema de masies gairebé equidistants que facilita l'explotació i control del medi. L'ocupació permanent de la masia facilitarà l'explotació agrícola i la preservació del medi. Primera residencia.
- Històric: època de construcció segle xvii. Raons històriques del seu enclavament i ús.